# Осуна, Рафаэль
Рафаэ́ль Осу́на Эрре́ра (исп. Rafael Osuna Herrera; 15 сентября 1938, Мехико — 4 июня 1969, Монтеррей) — мексиканский теннисист-любитель.
- Бывшая первая ракетка мира (среди любителей)
- Четырёхкратный победитель турниров Большого Шлема в мужском одиночном и в мужском парном разрядах
- Финалист Кубка Дэвиса в составе сборной Мексики
- Единственный мексиканский игрок, имя которого было включено в списки Международного зала теннисной славы.

## Биография
Родился в Мехико в 1938 году. В детстве занимался настольным теннисом и баскетболом, прежде чем перейти в большой теннис. Окончил Университет Южной Каролины со степенью бакалавра в области делового администрирования в 1963 году. Во время учёбы стал чемпионом США среди студентов 1962 года в одиночном разряде и трижды — в парном. Уже в 1962 году антрепренёр профессионального тура Джек Креймер предложил Осуне 120 тысяч долларов за участие в туре, но тот, будучи зажиточным человеком, предпочёл сохранить статус любителя. Он совмещал выступления с работой на табачную фирму Philip Morris.
Осуна был одним из 79 человек, погибших в результате крушения самолета мексиканских авиалиний, которое произошло 4 июня 1969 года. На тот момент ему было 30 лет.

## Спортивная карьера
Рафаэль Осуна начал выступать за сборную Мексики в Кубке Дэвиса в мае 1958 года, в неполные 20 лет. В 1962 году Осуна вывел сборную Мексики в единственный в её истории финальный матч Кубка Дэвиса. По пути в раунд вызова с действующими чемпионами, сборной Австралии, он выиграл в четырёх матчах Американской зоны и межзонального финала девять из десяти своих игр, уступив только в первом матче сезона американцу Чаку Маккинли. В финале, однако, ни он, ни вся мексиканская команда не смогли противостоять австралийцам — бесспорным лидерам мирового тенниса в те годы (за сборную Австралии выступали только что завоевавший Большой шлем Род Лейвер, Рой Эмерсон и Нил Фрейзер).
В 1963 году Осуна одержал победу на чемпионате США в мужском одиночном разряде. На турнире он был посеян четвёртым и в финале победил непосеянного молодого американца Фрэнка Фрёлинга после того, как все фавориты (Эмерсон, Деннис Ралстон и Маккинли) выбыли из борьбы на более ранних этапах, причём посеянного первым Маккинли переиграл в полуфинале сам Осуна. По итогам сезона он стал первым и единственным мексиканским игроком, которому удалось подняться на первую строчку в мировой теннисной классификации (по версии ITF). К этому моменту он уже трижды выигрывал турниры Большого шлема в мужском парном разряде — Уимблдонский турнир в 1960 (с Ралстоном, своим партнёром по университету Южной Калифорнии, с которым они стали первой в истории Уимблдона непосеянной парой, завоевавшей этот титул) и в 1963 (с Антонио Палафоксом) и чемпионат США в 1962 году (также с Палафоксом). Осуна и Палафокс доходили до финала чемпионата США три года подряд, все три раза встречаясь с Ралстоном и Маккинли.
На летних Олимпийских играх в 1968 году в Мехико выиграл демонстрационный теннисный турнир в мужском одиночном разряде и в паре с Висенте Сарасуа. На следующий год в финале Американской зоны Осуна единолично нанёс поражение сборной Австралии, выиграв обе личных и парную встречу — этот матч стал последним не только в его карьере в Кубке Дэвиса, но и в карьере легендарного капитана австралийской сборной Гарри Хопмана, после этого распрощавшегося с командой. Всего Осуна провёл за сборную 65 игр, победив в 42 из них; и то, и другое является национальным рекордом Мексики
В 1979 году имя Рафаэля Осуны было включено в списки Международного зала теннисной славы в Ньюпорте. В год его смерти в его честь был переименован центральный теннисный клуб Мехико.

## Стиль игры
Рафаэль Осуна был быстрым, непредсказуемым для противника, разносторонним игроком. Историк тенниса Бад Коллинз описывает, как Осуна за счёт богатства арсенала игровых приёмов переиграл Фрэнка Фрёлинга в финале чемпионата США 1963 года: его игра включала свечи, косые удары, крученые удары и молниеносные выходы к сетке, в то время как в распоряжении его противника была только мощнейшая подача. По словам Коллинза, Осуна и Палафокс стали первыми, кто освоил в парной игре распространённую в настоящее время тактику, при которой во время подачи одного из партнёров второй выдвигается к середине своей половины корта, чтобы сразу выйти к сетке на добивание.
По словам племянника Осуны Рафаэля Белмара, его дядя обязан своей быстротой перемещения по корту своему юношескому увлечению настольным теннисом, когда ему приходилось бегать вокруг стола, дотягиваясь до укороченных мячей, посланных более опытными соперниками. Белмар также цитирует Чака Норриса, который упоминал, что знал двух людей, способных поймать двумя пальцами летящую муху - Брюса Ли и Рафаэля Осуну.
Сутулящийся, улыбчивый Осуна не был особо внушительной личностью за пределами корта, но публика любила его и за его игру, и за джентльменское поведение.

## Участие в финалах турниров Большого шлема за карьеру

### Одиночный разряд (1)
Победа (1)
| Год  | Турнир        | Покрытие | Соперник в Финале | Счёт в финале |
| 1963 | Чемпионат США | трава    | Фрэнк Фрёлинг     | 7-5, 6-4, 6-2 |

### Мужской парный разряд (5)

#### Победы (3)
| Год  | Турнир                  | Покрытие | Партнёр          | Соперники в Финале           | Счёт в финале            |
| 1960 | Уимблдонский турнир     | трава    | Деннис Ралстон   | Бобби Уилсон Майк Дэвис      | 7-5, 6-3, 10-8           |
| 1962 | Чемпионат США           | трава    | Антонио Палафокс | Чак Маккинли Деннис Ралстон  | 6-4, 10-12,1-6, 9-7, 6-3 |
| 1963 | Уимблдонский турнир (2) | трава    | Антонио Палафокс | Пьер Дармон Жан-Клод Барклей | 4-6, 6-2, 6-2, 6-2       |

#### Поражения (2)
| Год  | Турнир            | Покрытие | Партнёр          | Соперники в Финале          | Счёт в финале            |
| 1961 | Чемпионат США     | трава    | Антонио Палафокс | Чак Маккинли Дэннис Ралстон | 3-6, 4-6, 6-2, 11-13     |
| 1963 | Чемпионат США (2) | трава    | Антонио Палафокс | Чак Маккинли Дэннис Ралстон | 7-9, 6-4, 7-5, 3-6, 9-11 |

## Участие в финалах Кубка Дэвиса (1)
Поражение (1)
| Год  | Место   | Команда                       | Соперник в финале                           | Счёт |
| 1962 | Брисбен | Мексика Р. Осуна, А. Палафокс | Австралия Р. Лейвер, Н. Фрейзер, Р. Эмерсон | 0-5  |